# 51 Pegasi
« Helvétios » redirige ici. Pour l'album d'Eluveitie, voir Helvetios.
Désignations
51 Pegasi ou 51 de Pégase, en abrégé 51 Peg, est un système binaire spectroscopique à raies doubles sans éclipses situé à une distance de 50,5 années-lumière dans la constellation boréale de Pégase.
Les deux membres de ce système sont l'étoile naine jaune 51 Pegasi a, aussi nommée Helvetios, et la planète 51 Pegasi b, aussi nommée Dimidium. Cette dernière devint en 1995 le premier objet extrasolaire de masse clairement planétaire à être découvert et confirmé autour d'une étoile de la séquence principale. Une autre planète avait déjà été découverte par Aleksander Wolszczan dès 1992 autour du pulsar PSR B1257+12, mais elle ne fut confirmée qu'en 1997.

## Caractéristiques

### L'étoile 51 Pegasi a (Helvetios)
Helvetios se trouve dans la constellation de Pégase, à environ ∼ 50,5 a.l. (∼ 15,5 pc) de la Terre. Cette étoile naine jaune est considérée comme un jumeau du Soleil quoique qu'un peu plus vieille (7,5 milliards d'années), 4 à 6 % plus massive et avec une métallicité plus élevée.

### La planète 51 Pegasi b (Dimidium)

#### Découverte
L'annonce de la découverte a été faite le 6 octobre 1995 par Michel Mayor et Didier Queloz (de l'Observatoire de Genève) dans le volume 378 de la revue scientifique Nature.
Ils l'ont découverte après avoir étudié plusieurs autres étoiles avec le spectrographe ELODIE sur le télescope de 1,93 mètre de l'Observatoire de Haute-Provence en France.

#### Caractéristiques
Dimidium est une géante gazeuse orbitant à 0,05 ua de 51 Pegasi. Étant très proche, elle effectue une révolution complète en 4 jours.
Le fait qu'elle soit si proche a surpris les astrophysiciens, car ils ne s'attendaient pas à trouver une géante gazeuse aussi proche de son étoile (un vingtième de la distance Terre-Soleil). C'est pour cette raison qu'ils ont ajouté un nouveau type de planète, les Jupiter chauds, car la température est d'environ 1 000 °C.
Elle a une masse qui au minimum est égale à la moitié de celle de Jupiter, soit 150 fois celle de la Terre.
| Planète  | Masse (MJ)     | Période orbitale (en jours) | Axe semi-majeur (ua) | excentricité |
| -------- | -------------- | --------------------------- | -------------------- | ------------ |
| Dimidium | >0,468 ± 0,007 | 4,23077 ± 0,00005           | 0,052                | 0            |

## Bases de données
- (en) 51 Peg sur la base de données NASA Exoplanet Archive du NASA Exoplanet Science Institute
- (en) * 51 Peg sur la base de données Simbad du Centre de données astronomiques de Strasbourg.

- (en) James B. Kaler, « 51 Pegasi », sur Stars

## Autres liens externes
- (fr) Une planète autour de 51 Pegasi, sur le site de l'Observatoire de Haute-Provence
- (fr) simulation numérique - Observatoire de Paris
- (en) 51 Pegasi, sur le site SolStation.com
- (en) Caractéristiques de 51 Pegasi, sur le site de l'Observatoire de Paris
- (en) The Discovery of a Planetary Orbit Around the Nearby Star 51Pegasus, sur le site de l'Université de l'Oregon